# Liste von Kunstwerken im öffentlichen Raum in Gevelsberg
Die Liste von Kunstwerken im öffentlichen Raum in Gevelsberg gibt einen Überblick über Kunst im öffentlichen Raum, unter anderem Skulpturen, Plastiken, Landmarken und andere Kunstwerke in Gevelsberg, Ennepe-Ruhr-Kreis. Es besteht kein Anspruch auf Vollständigkeit.

## Kunstwerke in Gevelsberg
| Bezeichnung                     | Standort                                           | Koordinaten                   | errichtet | Künstler              | Anmerkungen                                                        | Bild |
| ------------------------------- | -------------------------------------------------- | ----------------------------- | --------- | --------------------- | ------------------------------------------------------------------ | ---- |
| Stadtzeichen (Stadtharfe)       | Ennepe-Brücke, Kreuzung Wasserstraße, Mittelstraße | 51° 19′ 11,6″ N, 7° 20′ 30″ O | 1989      | Janusz Hajduk-Gubalke | Stahl, Sandstein                                                   |      |
| Zeitschichten                   | am Lusebrink                                       | Koordinaten fehlen! Hilf mit. |           | Yoshiaki Watanabe     |                                                                    |      |
| Kant-Holz                       | Stadtgarten                                        | Koordinaten fehlen! Hilf mit. | 2004      | Hans-Jürgen Hiby      | Eichenholz-Stele, Höhe: 250 cm, Durchmesser 60 cm                  |      |
| Gedenkstein zum Deutschen Osten | Rathausplatz                                       | Koordinaten fehlen! Hilf mit. |           |                       |                                                                    |      |
| Bergische Tänzerin              | Rathausplatz                                       | Koordinaten fehlen! Hilf mit. |           | Berthold Welter       |                                                                    |      |
| Endlich Feierabend              | Rathausplatz                                       | Koordinaten fehlen! Hilf mit. |           | Peter Nagel           |                                                                    |      |
| Leerstühle                      | Rathausplatz                                       | Koordinaten fehlen! Hilf mit. |           | Georg Janthur         |                                                                    |      |
| Marktbrunnen                    | Vendômer Platz                                     | Koordinaten fehlen! Hilf mit. |           |                       |                                                                    |      |
| Krefft-Brunnen                  | Mühlenstraße                                       | Koordinaten fehlen! Hilf mit. |           |                       |                                                                    |      |
| Brunnen an der AVU              | An der Drehbank 18                                 | Koordinaten fehlen! Hilf mit. |           |                       | Brunnen an der Aktiengesellschaft für Versorgungsunternehmen (AVU) |      |
| Relief / Mosaik                 | Großer Markt                                       | Koordinaten fehlen! Hilf mit. |           |                       |                                                                    |      |
| O.T.                            | Lindengrabenstraße                                 | Koordinaten fehlen! Hilf mit. |           |                       |                                                                    |      |